# Asociación Panamericana de Anatomía
La Asociación Panamericana de Anatomía (APA) es una organización pública, sin fines de lucro, de carácter científico que agrupa a los profesionales que se dedican al estudio de la anatomía y ciencias afines en el ámbito del continente americano.

## Orígenes y objetivos
La Asociación Panamericana de Anatomía (APA) se creó en julio de 1966 en la Ciudad de México, cuando conjuntamente con el 3.º Congreso Nacional de la Sociedad Mexicana de Anatomía, se efectuó el I Congreso Panamericano de Anatomía. Su mentor fue el Prof. Dr. Liberato J. A. Di Dio. 
La necesidad de una Asociación Panamericana de Anatomía fue propuesta por el Prof. Di Dio en la 74.ª Reunión de la "American Association of Anatomy", que se realizó en Chicago, EUA,  en  marzo de 1961.
Entre sus objetivos se encuentra el de estimular el desarrollo y el mejoramiento de la docencia y la investigación de las ciencias morfológicas en el continente americano, facilitando el intercambio científico en todos sus aspectos.
Desde entonces -y a través de sus reuniones- se difunden y actualizan los progresos de las ciencias morfológicas  en este continente.

## Estructura organizativa
La APA es miembro de la Federación Internacional de Asociaciones de Anatomistas (IFAA).
El gobierno de la Asociación Panamericana de Anatomía está constituido por la Asamblea General (que se realiza con los asociados presentes en el Congreso), el Consejo Directivo (integrado por los consejeros o delegados de cada país) y el Comité Ejecutivo (dirigido por el presidente, que es elegido por la Asamblea General).
Los consejeros o delegados son dos por cada país americano interviniente; uno en carácter de titular y otro de suplente.
El Presidente del Comité Ejecutivo cuando termina su mandato es nombrado Presidente Honorario de la Asociación y se incorpora automáticamente al Comité de Presidentes Honorarios de la APA, que colabora con el Comité Ejecutivo de turno.
Las sedes de los Congresos varían de un Congreso a otro, pero siempre dentro del continente americano y en forma rotativa. La designación del país-sede se resuelve en la Asamblea General por votación de sus asociados y habitualmente se realiza cada 3 años.
El actual Comité Ejecutivo (2019-2022) de la Asociación está conformado por los siguientes académicos: Presidente, Prof. Dr. Rubén Daniel Algieri (Argentina); Vicepresidente, Prof. Dr. Blas Medina Ruiz (Paraguay); Secretario General, Prof. Dr. Nicolás Ernesto Ottone (Chile); Tesorero, Prof. Dr. Sergio Tamayo (Argentina); y Secretario Ejecutivo, Prof. Dr. Marco Guerrero (Ecuador). El próximo Congreso Panamericano de Anatomía se realizará en Quito, Ecuador, en el 2022; y su Presidente es el Prof. Dr. Marco Guerrero. 
Los Estatutos de la Asociación y de los Congresos Panamericanos de Anatomía, aprobados oportunamente por votación mayoritaria por la Asamblea General de la Asociación pueden consultarse en.
El 26 de abril de 2010 en la Universidad de Costa Rica en el marco del Simposio Ibero Latinoamericano de Terminología (SILAT III), se creó la Academia Panamericana de Anatomía como una prolongación de máxima jerarquía de la Asociación Panamericana de Anatomía.

## Congresos panamericanos
A lo largo de sus 50 años de existencia se han llevado a cabo 18 Congresos, con un intervalo de 3 años entre cada evento y en algunas oportunidades de 2 años. Los siguientes países fueron sedes de ellos: Argentina, Brasil, Canadá, Costa Rica, Chile, México, Perú, Uruguay, EUA y Venezuela (ver más abajo). 
En estos Congresos se tratan diversos temas de las ciencias morfológicas y ciencias afines, que tienen aplicación a la biología y a las ciencias de la salud. En especial, a las ciencias médicas y a la odontología. Involucra los campos de la investigación, de la docencia y de la asistencia médica. En particular se discuten distintos aspectos relacionados con anatomía del desarrollo (embriología) , anatomía microscópica (histología y citología), anatomía humana, anatomía veterinaria, anatomía comparada, neuroanatomía, neurobiología, anatomía radiológica, anatomía clínica, antropología, biofísica y bioquímica, etc.
El XIX Congreso Panamericano de Anatomía fue realizado en la Facultad de Medicina, Universidad de Buenos Aires, Argentina, del 27 al 31 de mayo de 2019. La Comisión Directiva del congreso, estuvo conformado por: Presidente: Prof. Dr. Rubén Daniel Algieri (UBA-Argentina), Vicepresidente: Prof. Dr. Blas Medina (UNA-Paraguay), Secretario: Prof. Dr. Nicolás Ernesto Ottone (UFRO-Chile), Tesorera: Prof. Dra. Telma Masuko (UFBA-Brasil), Vocales: Brasil: Dr. Célio Rodrigues; Chile: Dr. Pablo Lizana Arce; Colombia: Dr. Germán Antía; Costa Rica: Dra. Jessica González Fernández; Ecuador: Dr. Marco Guerrero; Estados Unidos: Dr. Carlos Baptista; México: Dr. Santiago Aja Guardiola; Nicaragua: Dra. Jamnice Altamirano; Panamá: Dr. Oscar Castillo; Uruguay: Dr. Gustavo Armand Ugón; Venezuela: Dr. Nelson Arvelo. Además, se celebraron los siguientes eventos científicos: XXI Congreso de Anatomía del Cono Sur (Presidente, Prof. Dr. Mariano del Sol, UFRO-Chile), XLI Congreso Argentino de Anatomía (Presidente, Prof. Dr. Gustavo Federico Grgicevic, UNNE-Argentina), XL Congreso Chileno de Anatomía (Presidente, Prof. Dr. Reinaldo Soto, UANDES-Chile), I Congreso Ecuatoriano de Ciencias Morfológicas (Presidente, Prof. Dr. Marco Guerrero, UCE-Ecuador), VII Congreso Internacional de Anatomía (Presidente, Dra. María Soledad Ferrante, UBA-Argentina), XVII SILAT Simposio Iberolatinoamericano de Terminologia Anatomica, Histologica y Embryologica (Presidente, Prof. Dra. María Elena Samar, UNC-Argentina; Secretario, Prof. Dr. John Barco Ríos, UCaldas-Colombia; Coordinador Área Anatomía, Prof. Dr. Santiago Aja Guardiola, UNAM-México; Coordinador Áreas Histología y Embriología, Prof. Dr. Rodolfo Ávila, UNC-Argentina), VII Congreso Argentino de Técnicas Anatómicas (Presidente, Prof. Carlos Blanco, UBA-Argentina; secretario, Gonzalo Borges Brum, UBA-Argentina), 11.º Jornadas Argentinas de Anatomía para Estudiantes de Ciencias de la Salud (presidente, Lucia Kogutek; vicepresidente, Agustín Daniel Algieri), y el I Encuentro Sudamericano de la International Society for Plastination (ISP) (coordinador, Nicolás Ernesto Ottone, UFRO-Chile; secretaria, Telma Masuko, UFB-Brasil).

## Simposios iberolatinoamericanos
Durante el año 2009  -y coincidiendo con el 43.er aniversario de la Asociación Panamericana de Anatomía-  se han realizado Simposios Iberolatinoamericanos de Terminología (SILAT) con el propósito de divulgar la terminología morfológica internacional, para que las instituciones educativas de medicina y de otras áreas de la salud, de habla española y portuguesa, la empleen cotidianamente. Su mentor fue el Prof. Dr. Rolando Cruz Gutiérrez.
Al momento actual se realizaron dieciséis: cuatro en Costa Rica, cuatro en Chile, tres en México, dos en Brasil, dos en Perú y uno en Nicaragua (detalles ver más abajo).
En  estos Simposios, los participantes se dividen en grupos, que trabajan con la Terminología Anatómica, Histológica y Embriológica del Comité de Terminología (FICAT) de la Federación Internacional de Asociaciones de Anatomistas (IFAA). Las reuniones se realizan todos los días. Además se desarrolla la presentación de temas libres referidos a distintos aspectos y consideraciones de la terminología.
Estos grupos de expertos revisan, analizan y discuten los términos morfológicos; además tratan los eventuales errores y defectos en cuanto a las estructuras estudiadas. El último SILAT, el número diecinueve, se realizó del 4 al 6 de octubre del 2023, en Pucón, Chile.

## Publicaciones oficiales
La APA cuenta con el apoyo de varias revistas y constituyen su órgano oficial de publicación, donde aparecen los resúmenes de las comunicaciones científicas de los Congresos y otros aspectos. Ellas son: International Journal of Morphology, Revista Argentina de Anatomía Online, Brazilian Journal of Morphology Sciences,  Revista Venezolana de Ciencias Morfológicas y  Revista Médica de Costa Rica y Centro América.

## Lista de congresos panamericanos
Sedes, fechas y presidencias:
- I Congreso - Ciudad de México, México - 23 al 28 de julio de 1966 - presidido por el Prof. Fernando Quiroz Pavia †
- II Congreso - Caracas, Venezuela - 25 al 31 de julio de 1969 - presidido por el Prof. Jesús Yerena †
- III Congreso - Nueva Orleáns, U.S.A. - 28 de marzo al 1 de abril de 1972 - presidido por el Prof.  Liberato J. A. Di Dio †
- IV Congreso. - Montreal, Canadá - 17 al 23 de agosto de 1975 - presidido por el Prof. Sergey Fedoroff †
- V Congreso - San Pablo, Brasil - 2 al 7 de julio de 1978 - presidido por el Prof. Eros Ábranles Erhart †
- VI Congreso - Buenos Aires, Argentina - 6 al 10 de octubre de 1981 - presidido por el Prof. José Luis Martínez †
- VII Congreso - Punta del Este, Uruguay - 28 de octubre al 1 de noviembre de 1984 - presidido por el Prof. Alfredo Ruiz Liard †
- VIII Congreso - Santiago, Chile - 25 al 30 de octubre de 1987 - presidido por el Prof. Alberto Rodríguez Torres.
- IX Congreso - Trujillo, Perú - 21 al 27 de octubre de 1990 - presidido por el Prof. Marco Aurelio Pesantes Iparraguirre †
- X Congreso - San José, Costa Rica - 9 al 15 de febrero de 1992 - presidido por el Prof. Rolando Cruz Gutiérrez †
- XI Congreso - Mérida, Venezuela - 8 al 17 de octubre de 1995 - presidido por el Prof. David José Loyo Guerra †
- XII Congreso - San Pablo, Brasil - 13 al 18 de diciembre de 1998 - presidido por el Prof. José Carlos Prates †
- XIII Congreso - Nueva Orleáns, U.S.A - 3 al 6 de septiembre de 2000 - presidido por el Prof. Robert D. Yates †
- XIV Congreso - Río de Janeiro, Brasil - 24 al 27 de julio de 2002 - presidido por el Prof. Mauricio Moscovici †
- XV Congreso - Puerto Iguazú, Argentina / Foz de Iguacu, Brasil  - 24 al 28 de octubre de 2004 - presidido por el Prof. Ricardo Jorge Losardo.
- XVI Congreso - San José, Costa Rica - 24 al 28 de abril de 2007 - presidido por el Prof. Rolando Cruz Gutiérrez †
- XVII Congreso - Temuco, Chile - 25 al 30 de abril de 2010 - presidido por el Prof. Mariano del Sol Calderón.
- XVIII Congreso - Huatulco, México - 1 al 4 de octubre de 2013 - presidido por el Prof. Manuel Arteaga Martínez.
- XIX Congreso - Buenos Aires, Argentina - 27 al 31 de mayo de 2019 - presidido por el Prof. Dr. Rubén Daniel Algieri.
- XX Congreso - Quito, Ecuador - 28 de noviembre al 2 de diciembre de 2022 - presidido por el Prof. Dr. Marco Guerrero.

## Lista de simposios iberolatinoamericanos
Sedes, fechas y presidencias:
- I Simposio -  San José, Costa Rica - 13 al 16 de abril de 2009 -  presidido por el Prof.  Dr. Rolando Cruz Gutiérrez †
- II Simposio - Lima, Perú - 15 al 18 de septiembre de 2009 - presidido por el Prof. Dr. Germán Molina Albornoz †
- III Simposio -  San José, Costa Rica - 26 al 30 de abril de 2010 -  presidido por el Prof.  Dr. Rolando Cruz Gutiérrez †
- IV Simposio -  San Pablo, Brasil - 3 al 7 de octubre de 2010 -  presidido por la Prof. Dra. Nadir Eunice Valverde Barbato de Prates.
- V Simposio -  Temuco, Chile - 25 al 26 de octubre de 2010 -  presidido por el Prof.  Dr. Alberto Rodríguez Torres.
- VI Simposio -  México D.F., México - 13 al 16 de abril de 2011 -  presidido por el Prof.  Dr. Manuel Arteaga Martínez.
- VII Simposio -  San Pablo, Brasil - 12 al 16 de febrero de 2012 -  presidido por el Prof.  Dr. Richard Halti Cabral.
- VIII Simposio -  San José, Costa Rica - 2 al 4 de mayo de 2012 -  presidido por el Prof.  Dr. José Luis Quirós Alpizar.
- IX Simposio -  Huatulco, México - 29 y 30 de septiembre de 2013 -  presidido por la Profa.  Dra. María Isabel García Peláez.
- X Simposio -  Managua, Nicaragua - 16 a 18 de julio de 2014 -  presidido por la Profa.  Dra. Jamnyce Altamirano Carcache.
- XI Simposio -  Temuco, Chile - 20 y 21 de noviembre de 2014 -  presidido por el Prof.  Dr. Mariano del Sol Calderón.
- XII Simposio -  San José, Costa Rica - 25 y 28 de agosto de 2015 -  presidido por el Prof.  Dr. Rolando Cruz Gutiérrez †
- XIII Simposio -  Valdivia, Chile - 11 y 12 de noviembre de 2015 - presidido por el Prof. Dr. Erik Gonzalo Trujillo
- XIV Simposio -  México D. F. , México - 28 al 30 de julio de 2016 -  presidido por el Prof.  Dr. Antonio Soto Paulino
- XV Simposio -  Lima, Perú - 8 y 9 de marzo de 2018 -  presidido por el Prof.  Dr. Jorge Moscol Gonzales
- XVI Simposio -  Pucón, Chile - 4 y 5 de octubre de 2018 -  presidido por el Prof.  Dr. Mariano del Sol
- XVII Simposio - Buenos Aires, Argentina - 27 al 31 de mayo de 2019 - presidido por la Prof. Dr. María Elena Samar
- XVIII Simposio - Pucón, Chile - 11 al 13 de noviembre de 2019 - presidido por la Prof. Dr. Bélgica Vásquez Pastene
- XIX Simposio - Pucón, Chile - 4 al 6 de octubre de 2023 - presidido por el Prof. Dr. Ricardo Losardo